# Стандарти розміру одягу в США

## Одяг
Верхній одяг (куртки, пальто, толстовки, блузи, футболки, жилети, сорочки, тощо), зазвичай позначається літерами.

### Чоловіків
Розміри одягу для чоловіків:
| Розмір США | XS      | S       | M       | L       | XL        | XXL         | XXXL        |
| ---------- | ------- | ------- | ------- | ------- | --------- | ----------- | ----------- |
| Висота, см | 161—167 | 167—173 | 173—179 | 179—185 | 185—189.5 | 189.5—192.5 | 192.5—195.5 |
| Груди, см  | 87—93   | 93—99   | 99—105  | 105—111 | 112—120   | 120—128     | 128—136     |
| Талія, см  | 73—79   | 79—85   | 85—91   | 91—97   | 97—103    | 103—109     | 109—115     |
| Стегна, см | 87—93   | 93—99   | 99—105  | 105—111 | 111—117   | 117—123     | 123—129     |

### Жінок
Розміри одягу для жінок:
| Розмір США | XS      | S       | M       | L       | XL      | XXL     |
| ---------- | ------- | ------- | ------- | ------- | ------- | ------- |
| Висота, см | 158—162 | 162—166 | 166—170 | 170—174 | 174—178 | 178—180 |
| Груди, см  | 77—83   | 83—89   | 89—95   | 95—101  | 101—107 | 107—113 |
| Талія, см  | 59—65   | 65—71   | 71—77   | 77—83   | 83—89   | 89—95   |
| Стегна, см | 83—89   | 89—95   | 95—101  | 101—107 | 107—113 | 113—119 |

## Штани
У США використовують три основні маркування для розміру штанів. Зустрічаються:
1. Тільки літера(и) чи тільки номер.
2. Декілька літер. Наприклад: XL-L (Extra Large Long). Де XL (Extra Large), це як правило, розмір талії; а L (Long) — довжина штанів.
3. Декілька цифр. Наприклад: 32х34. Де перша цифра, як правило, розмір талії; а друга — довжина штанів.

Зауважте також, що зазвичай штани та джинси різняться між собою за типом — bootcut, skinny, straight, та ін.

### Чоловіків
Розміри штанів для чоловіків:
| Розмір США      | XS/28 | S/30 | M/32 | L/34 | XL/36 | XXL/38 | XXXL/40 |
| --------------- | ----- | ---- | ---- | ---- | ----- | ------ | ------- |
| Талія, см       | 71    | 76   | 81   | 86   | 91    | 96     | 101     |
| Довжина ніг, см | 81    | 81   | 86   | 86   | 91    | 91     | 91      |

### Жінок
Розміри штанів для жінок:
| Розмір США      | XS/26 | S/28 | S/29 | M/30 | M/31 | L/32 | L/34 | XL/36 | XXL/38 |
| --------------- | ----- | ---- | ---- | ---- | ---- | ---- | ---- | ----- | ------ |
| Талія, см       | 66    | 71   | 73.5 | 76   | 78.5 | 81   | 86   | 91    | 96     |
| Довжина ніг, см | 81    | 81   | 86   | 86   | 86   | 86   | 86   | 86    | 86     |

## Розміри одягу для дітей

### Новонароджені та немовлята
Новонароджені діти (англ. Newborn Babies) та немовлята (англ. Infants) — діти віком до двох років:
| Розмір США | NB    | 0-3М  | 3-6М  | 6-9М  | 9-12М | 18М      | 24М     |
| ---------- | ----- | ----- | ----- | ----- | ----- | -------- | ------- |
| Вага, кг   | 2—3.5 | 4—5   | 5.5—7 | 7—8   | 8.5—9 | 9.5—10.5 | 11—12.5 |
| Висота, см | 43—48 | 48—58 | 60—66 | 68—71 | 73—76 | 78—81    | 83—89   |

### Малюки
Малюки (англ. Toddlers) — діти до шести років:
| Розмір США | 2T    | 3T    | 4T     | 4       | 5       | 6       | 6X      |
| ---------- | ----- | ----- | ------ | ------- | ------- | ------- | ------- |
| Вага, кг   | 11—13 | 13—15 | 15—17  | 17—19   | 19—21   | 21—24   | 24—26   |
| Висота, см | 84—89 | 91—97 | 99—104 | 107—112 | 114—119 | 122—125 | 127—130 |

### Дівчинка
Розміри для дівчат з 7 до 14 років:
| Розмір США | 7       | 8       | 10      | 12      | 14      | 16      |
| ---------- | ------- | ------- | ------- | ------- | ------- | ------- |
| Висота, см | 129—132 | 134—137 | 139—145 | 147—150 | 152—157 | 160—163 |
| Груди, см  | 67      | 70      | 74      | 77      | 81      | 85      |
| Талія, см  | 58      | 60      | 62      | 65      | 67      | 70      |
| Стегна, см | 71      | 74      | 77      | 82      | 87      | 93      |

### Хлопчик
Розміри для хлопчиків з 7 до 14 років:
| Розмір США | 8       | 10      | 12      | 14      | 16      | 18      |
| ---------- | ------- | ------- | ------- | ------- | ------- | ------- |
| Висота, см | 127—135 | 137—145 | 147—152 | 154—160 | 162—165 | 165—168 |
| Груди, см  | 68      | 72      | 76      | 81      | 85      | 89      |
| Талія, см  | 59      | 63.5    | 66      | 68      | 71      | 74      |
| Стегна, см | 70      | 75      | 80      | 85      | 90      | 95      |